# Gua
Gua là một thị trấn thống kê (census town) của quận Pashchimi Singhbhum thuộc bang Jharkhand, Ấn Độ.

## Địa lý
Gua có vị trí 22°12′B 85°23′Đ / 22,2°B 85,38°Đ Nó có độ cao trung bình là 435 mét (1427 feet).

## Nhân khẩu
Theo điều tra dân số năm 2001 của Ấn Độ, Gua có dân số 10.891 người. Phái nam chiếm 52% tổng số dân và phái nữ chiếm 48%. Gua có tỷ lệ 63% biết đọc biết viết, cao hơn tỷ lệ trung bình toàn quốc là 59,5%: tỷ lệ cho phái nam là 74%, và tỷ lệ cho phái nữ là 50%. Tại Gua, 14% dân số nhỏ hơn 6 tuổi.